# 則竹裕之
則竹 裕之（のりたけ ひろゆき、1964年8月27日 - ）は、兵庫県川西市出身（出生地は大阪府）の、日本のドラマー。昭和音楽大学講師。身長170cm、体重54kg。血液型はAB型。

## 来歴
ジャズドラマーだった父親の影響を受けドラムを始め、神戸大学に進学する傍ら「パーティー・ジョーク」というアマチュアバンドでドラムを叩いていた。1985年にスカウトされる形でTHE SQUAREに加入し、プロフェッショナル・デビューを果たす。米国「PLAYBOY JAZZ FESTIVAL」への出演、10回に及ぶ゙日本ゴールドディスク大賞（JAZZ部門）受賞など、在籍15年に及ぶ活動は国内外に広く評価される。
T-SQUARE所属中も、テレビ番組『タモリの音楽は世界だ』内のバンド「KORE-CHANz」のドラマーを務めていた。
2000年にT-SQUAREのバンド形態が解消されたことに伴いベースの須藤満と共に脱退したが、その後もT-SQUAREのサポートメンバーのドラマーとしてライブやレコーディングに参加し、ソロをはじめT-SQUAREからの盟友サクソフォーン奏者の「本田雅人BAND」や、本田のサポートを通じて親しくなった青木智仁との「青則」など他のセッションでも活動している。また、T-SQUARE時代に作曲法を習得し、T-SQUAREに提供したのをはじめ（「勇者 (YUH-JA)」など）、1999年にはソロ・アルバム『DREAMS CAN GO』をリリース。参加プロジェクトではオリジナル作品もその都度提供。2004年になると、アマチュア時代から尊敬して止まない元CASIOPEAのドラマー神保彰とのツイン・ドラムユニット、Synchronized DNAを結成して活動開始。同年末にはその神保が既にサポート参加しているCASIOPEAのツアーにもSynchronized DNAとして参加を果たした。2005年にはDVDソフト「ダブル・ドラム・パフォーマンス」をリリースし、それを記念したライブハウス・ツアーも敢行。また7月にはCASIOPEAのツアーに再参加。Synchronized DNAではカナダツアーを行い、モントリオール・ドラム・フェスティバルにも出演。前例のないドラムのみの音楽ユニットとして世界の注目を集める。
2005年にはギタリスト安達久美と則竹との双頭バンド「クラブパンゲア」を結成。他のメンバーは、ナニワエキスプレスのベース・清水興、元T-SQUAREのキーボード、河野啓三。後に「安達久美 クラブパンゲア」に改名。2007年3月21日にはジミ・ヘンドリックスのカバーをフィーチャリングした1stアルバム『リトル・ウィング』を発売。
2006年にサクソフォーンの本田雅人、キーボードの松本圭司、ベースの須藤満と共に、メンバー全員が元T-SQUAREメンバーであるバンド、MASATO HONDA with VOICE OF ELEMENTSを結成。7月にセルフ・タイトル・アルバムをリリース。
その他「渡辺貞夫クインテット」「渡辺香津美Jazz回帰Project」「BATTLE JAZZ BIG BAND」「DIMENSION」などのレギュラー・メンバーとして日本のジャズ・フュージョン界を牽引する傍ら、2010年より平原綾香のサポートを開始。「シエナ・ウインド・オーケストラ」との度重なる共演など、ジャンルを問わぬ色彩豊かなドラミングに各方面から信頼が寄せられる。
「unit asia」ではアジアの代表ドラマーとして参加。東南アジア・ツアー（シンガポール、フィリピン、ブルネイ、マレーシア、タイ）、中東&インド・ツアーカイロ（エジプト）、アンカラ（トルコ）、チェンナイ、コルカタ（インド）、ヨーロッパツアー（マドリッド、バルセロナ、ローマ、ケルン）などで公演を行い（主催・国際交流基金）、各地の聴衆を感動させ音楽関係者やメディアから賛辞を受けた。
モントリオール、オタワ、ケルン、タイ、マレーシア、インドネシア、上海など国内外問わずドラムクリニックに招聘される他、昭和音楽大学ジャズ・ポップス科講師を通じて、後進の指導にも意欲的に取り組んでいる。
不定期ではあるが、自身のオフィシャルサイトにおいてアシスタント募集を行っている。
2022年、T-SQUAREの元メンバーである安藤正容、須藤満とアカサカトリオを結成。7月、旧知の須藤との企画ライブで、トランペット・フリューゲルホルン奏者の藤井空（シンガーソングライターの藤井風の兄でもある）、サックス・EMI奏者のかわ島崇文、ピアノ・キーボード奏者でDEZOLVEのメンバーでもある友田ジュンとセッションを行った事がきっかけで、「4GENEXYZ」（フォージェネシズ）と結成。1994年生の友田、1984年生の藤井、1977年生のかわ島、1964年生の須藤・則竹と4世代(Four Generations)に渡るメンバー構成から名付けられた。
2024年10月に『Sky, River and Friends on the Earth』をエレックレコードのジャズ・レーベルairgrooveからリリースし、アルバムデビューした。

## 人物・逸話
子供の頃の習い事は、お茶。中学時代はサッカー部に所属していたが、部活の所有楽器としてドラムセットを持っていなかった吹奏楽部（当時、ブラスバンド部）のために自分のドラムセットを貸し出したり、練習指導も行った。また、当時は不良などに絡まれている生徒を見つければ、必ず助けるという英雄的存在でもあった。
顔立ちが可愛く、女性からの人気も高い。THE SQUARE加入時には、ライブのMCで当時のメンバーだったMC担当の和泉宏隆に「荻野目洋子に似ている」とか、女子中高生向けの雑誌に載ったこともあった。『タモリの音楽は世界だ!』にT-SQUAREとして出演した際には、タモリから「かわいいでちゅねえ」とからかわれたりした。
T-SQUARE在籍時代の朋友である須藤満や、本田雅人と同様に、熱烈なCASIOPEAのファンである。まだアマチュアであった高校3年の頃に、CASIOPEAを講師に迎えて河口湖で行われた、3泊4日のバンドセミナーに参加。最後に行われたCASIOPEAのミニライブでは、神保彰のドラムセットで「ASAYAKE」を演奏し、他のメンバーとの競演も果たしている。この時の事はメンバー側にも認識されており、神保は当時の則竹について「（参加者の中で）圧倒的に上手かった」と発言している。
CASIOPEAの代表曲を暗譜でこなせる。それを象徴する逸話として、後期のCASIOPEAのベーシストであった鳴瀬喜博の結婚パーティーの際、「ASAYAKE」を野呂一生（ギター）、向谷実（キーボード）、須藤満（ベース）と共に、打合せもなく完奏した（バンドセミナーでの演奏の件と併せて、伊東たけしから「ASAYAKEクン」という称号を授かる）。その際、この曲のイントロで使われるカウベルがドラムセットに無くて怒っていたと、後に須藤が語っている。
ドラムセットがデビューから現在に至るまで、使用歴が国内3大ドラムメーカー（Pearl, TAMA, YAMAHA）を全て制覇している。変遷としては、Pearl（〜1994）→SONOR（ドイツ）（1995〜1998）→TAMA（1999〜2001）→YAMAHA（2002〜2014）→SAKAE（2015〜2024）→Pearl（2025〜）の順。使用するシンバルメーカーも、Pearl使用時代にはSABIAN、SONOR使用時代とTAMA使用時代にはPAiSTe、ヤマハ使用時代とSAKAE使用時代にはZildjianと変遷している。